# Ataque contra la base estadounidense de Torre 22
El ataque contra la base estadounidense de Torre 22 fue un ataque aéreo efectuado el 28 de enero de 2024, con aviones no tripulados contra un puesto militar estadounidense en Jordania, cerca de la frontera con Siria,si bien el Gobierno jordano indicó que el ataque se produjo fuera de su territorio, y tuvo como objetivo la cercana base de Al-Tanf en Siria. El incidente provocó la muerte de tres soldados estadounidenses y dejó 47 heridos.
El incidente marcó la primera vez que tropas estadounidenses murieron por fuego enemigo desde el inicio de la guerra entre Israel y Gaza. El presidente Joe Biden calificó el ataque como «despreciable» y prometió represalias en el momento adecuado. Irán negó cualquier participación en el ataque.

## Antecedentes
En enero de 2020, Estados Unidos asesinó en Bagdad al general iraní Qasem Soleimani y a varios comandantes de las Fuerzas de Movilización Popular, un grupo de milicias respaldadas por Irán para luchar contra Dáesh desde 2014. En represalia, varias de estas milicias han formado la Resistencia Islámica en Irak, que exige la salida del ejército estadounidense de Irak y ha llevado a cabo atentados contra él, aunque en raras ocasiones estas acciones han causado daños o heridos, mientras que Washington ha respondido en contadas ocasiones y ha matado a decenas de miembros de la Resistencia Islámica.
Aproximadamente 3000 soldados estadounidenses están estacionados actualmente en Jordania. Estados Unidos ha utilizado el puesto avanzado de Torre 22, que inicialmente se estableció como un puesto fronterizo jordano,  desde 2015 en una misión de «asesoramiento y asistencia», inicialmente entrenando a rebeldes que luchan contra el presidente sirio Bashar al-Assad y más tarde ayudando a los kurdos que luchan contra el Estado Islámico.Torre 22, que alberga personal estadounidense de ingeniería, aviación, logística y seguridad, se encuentra a apenas 20 kilómetros Al-Tanf en Siria, donde las fuerzas estadounidenses la utilizan para realizar operaciones contra el Estado Islámico y entrenamiento de las facciones de la oposición siria que luchan contra el grupo yihadista.
A partir de 2020, la base contaba con un radar de búsqueda aérea 3D transportable AN/TPS-75 en funcionamiento. En el momento del ataque, había alrededor de 350 efectivos del Ejército y la Fuerza Aérea de los Estados Unidos en la base.
Antes del ataque, las fuerzas estadounidenses y de la coalición que operaban en la región ya se habían enfrentado a más de 158 ataques con drones o misiles. Si bien estos ataques anteriores se clasificaron en gran medida como menores, debido a que en ningún caso hubo heridos con lesiones graves o daños significativos, aproximadamente setenta soldados estadounidenses y de la coalición sufrieron heridas de diversa consideración, la mayoría leves.

## Ataque
Los drones atacaron las proximidades de las viviendas de la base y mataron a tres militares estadounidenses que dormían en tiendas de campaña en ese momento. El motivo por el que las defensas aéreas no lograron interceptar los drones aún no está claro. Sin embargo, dos funcionarios estadounidenses le dijeron a CNN que el dron atacó casi al mismo tiempo que un dron estadounidense regresaba a la base, lo que puede haber generado confusión sobre si se trataba de un dron enemigo y retrasar la respuesta. Al menos otras veinticinco personas resultaron heridas en el ataque, algunas de las cuales tuvieron que ser evacuadas para recibir tratamiento médico. Un funcionario estadounidense dijo que al menos treinta y cuatro miembros del personal fueron evaluados por posibles lesiones cerebrales traumáticas.
Este incidente marca el primer incidente en el que tropas estadounidenses han muerto por fuego enemigo desde el inicio de la guerra entre Israel y Gaza, lo que significa una escalada notable.
El presidente de Estados Unidos, Joe Biden anunció el ataque con estas palabras: «Hoy, el corazón de Estados Unidos está apesadumbrado. Anoche, tres miembros del servicio estadounidense murieron y muchos resultaron heridos, durante un ataque aéreo no tripulado contra nuestras fuerzas estacionadas en el noreste de Jordania, cerca de la frontera con Siria».

## Responsabilidad
Según funcionarios estadounidenses, el dron fue lanzado desde Siria por militantes respaldados por Irán; Por su parte Biden, prometió «hacer que todos los responsables rindan cuentas en el momento y de la manera que elijamos».
La Resistencia Islámica en Irak emitió un comunicado el domingo atribuyéndose la autoría de cuatro ataques con drones contra la base Al-Shaddadi en Siria y las bases Al-Rukban y Al-Tanf en la frontera entre Siria y Jordania. El cuarto ataque tuvo lugar contra las instalaciones navales de Zevulun en Israel. Sin embargo, no está claro si este grupo armado es el responsable del ataque que provocó la muerte de los tres soldados estadounidenses.
Por su parte Irán, negó cualquier participación en el ataque. En un comunicado publicado por la agencia estatal de noticias Irna, la misión de Teherán en la ONU dijo: «Irán no tuvo ninguna conexión y no tuvo nada que ver con el ataque a la base estadounidense».
El domingo 28 de enero, la milicia Al Nujaba, una de las muchas milicias que forman parte de la Resistencia Islámica en Irak, reconoció en un comunicado que habían realizado varios ataques contra posiciones de Estados Unidos en Siria e Irak, entre ellos uno dirigido contra la base de Al Tanf  «que causó la muerte y heridas a más de 50 soldados norteamericanos» y añadieron que «esta operación es una pequeña introducción al infierno de las operaciones de la Resistencia Islámica en Irak».

## Reacciones
Los senadores republicanos John Cornyn y Lindsey Graham pidieron a la Casa Blanca que apunte directamente a Irán en respuesta a los ataques.
Un alto funcionario de Hamás, Sami Abu Zuhri, dijo a Reuters que el ataque era un mensaje a la administración estadounidense de que «a menos que cese la matanza de inocentes en Gaza, debe enfrentarse a toda la nación» y que «la continua agresión estadounidense-sionista contra Gaza es capaz de hacer estallar la situación en la región».
La televisión estatal jordana citó a Muhannad Al Mubaidin, un portavoz del gobierno, insistiendo en que el ataque ocurrió fuera del reino, al otro lado de la frontera con Siria.
Hamás dijo que el ataque demostraba que el apoyo de Estados Unidos a Israel podría ponerlo en desacuerdo con el mundo musulmán si los civiles seguían muriendo en la Franja de Gaza, y advirtió que el conflicto podría conducir a una «explosión regional».
El expresidente de Estados Unidos y actual candidato presidencial, Donald Trump, responsabilizó a Biden del ataque «Este descarado ataque a Estados Unidos es otra consecuencia horrible y trágica de la debilidad y rendición de Joe Biden».

## Consecuencias
Alrededor de la medianoche, entre el 2 y el 3 de febrero, hora local (UTC+3), la Fuerza Aérea de los Estados Unidos llevó a cabo una serie de ataques aéreos contra supuestos miembros de la Fuerza Quds del Cuerpo de la Guardia Revolucionaria Islámica (CGRI) y grupos de milicias afiliados en Irak y Siria. En la operación participaron dos bombarderos B-1B desplegados desde la Base de la Fuerza Aérea Dyess, en Texas. Las instalaciones objetivo incluían centros de operaciones de mando y control, centros de inteligencia, cohetes, misiles, almacenamiento de vehículos aéreos no tripulados, así como instalaciones logísticas y de cadena de suministro de municiones pertenecientes a grupos de milicias. Los funcionarios estadounidenses informaron que los ataques alcanzaron 85 objetivos en siete instalaciones, tres en Irak y cuatro en Siria, utilizando 125 misiles guiados de precisión.
Según el Observatorio Sirio para los Derechos Humanos, al menos veintitrés militantes murieron en los ataques en Siria